# Flyschzone

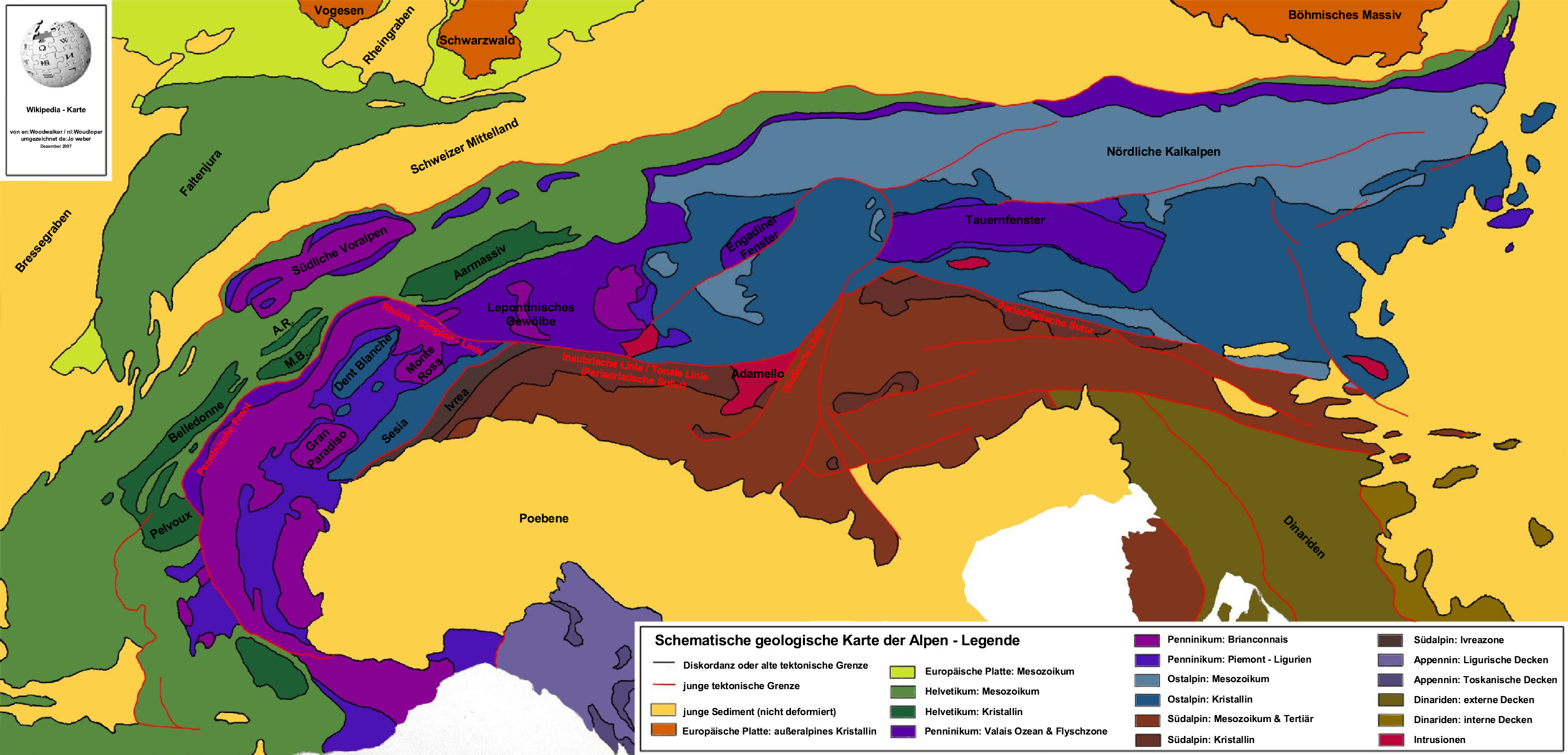
Die Flyschzone als Teil des Penninikums (violett) als schmales Band am Nordrand der Alpen

Als Flyschzone oder Rhenodanubischer Flysch wird in der Geologie eine vergleichsweise schmale, sich im Norden der Ostalpen und der Karpaten hinziehende Gesteinseinheit bezeichnet. Geografisch ist sie Teil des Übergangsbereiches der Alpen zum nördlichen Alpenvorland. Sie besteht überwiegend aus Ton und Sandstein, weshalb sie früher auch als Sandsteinzone bezeichnet wurde.

## Vorkommen
Als vor allem in den Ostalpen verbreitete Einheit bilden die Flyschgesteine der Flyschzone am Nordrand der Alpen sanfte Hügelformen. Im Schweizer Raum lassen sich ihre Gesteine nur in einzelnen isolierten Vorkommen am Alpennordrand nachweisen.
Die Flyschzone ist am Westende ihres Hauptverbreitungsgebiets am stärksten ausgeprägt und bildet dort den Bregenzerwald östlich des Bodensees. Weiter nach Osten bildet sie – ebenso wie die sie unterlagernden helvetischen Decken, die im Allgäu noch gipfelbildend sind – keine nennenswerten Gebirgsformationen mehr. Auf weite Strecken verschwindet sie hier unter den sie überschiebenden Gesteinen der nördlichen Kalkvoralpen.
Erst östlich von Salzburg ist die Flyschzone wieder mehrere Kilometer breit (Salzburger Voralpen, Hügel der Salzburger Seenplatte). Weiters bildet sie die Nordzone der oberösterreichischen Voralpen und der Eisenwurzen und am Nordostrand der Alpen den nördlichen oder Flysch-Wienerwald.
Mit dem Bisamberg und dem Waschbergzug setzt sie sich jenseits der Donau fort, läuft über die Klippenzone (Steinitzer Wald) weit über die Alpen hinaus und begleitet vor allem als karpatischer Flysch die Karpaten an ihrer Nord- und Ostseite in einer bis zu 100 km breiten Zone. Die letzten Ausläufer der Flyschzone verschwinden nördlich von Bukarest unter den Molasse-Sedimenten der karpatischen Vortiefe.

## Oberflächengestalt
Die Berge der Flyschzone sind durch die Gletscher und periglaziale Prozesse der Eiszeiten stark überprägt, da die sie aufbauenden Flyschgesteine leicht verwittern, oft keinen großen inneren Zusammenhalt besitzen und auch heute noch zum Fließen (schweizerdeutsch flyschen) neigen. Es herrschen sanfte Hügelformationen und gerundete Bergkuppen vor.
Die südlich anschließenden Gipfel der nördlichen Kalkalpen setzen sich ebenso wie diejenigen der helvetischen Decken teils recht unvermittelt als Stock, Karstplateau oder Wand gegenüber den deutlich niedrigeren Bergen der Flyschzone ab.

## Entstehung und Gesteine

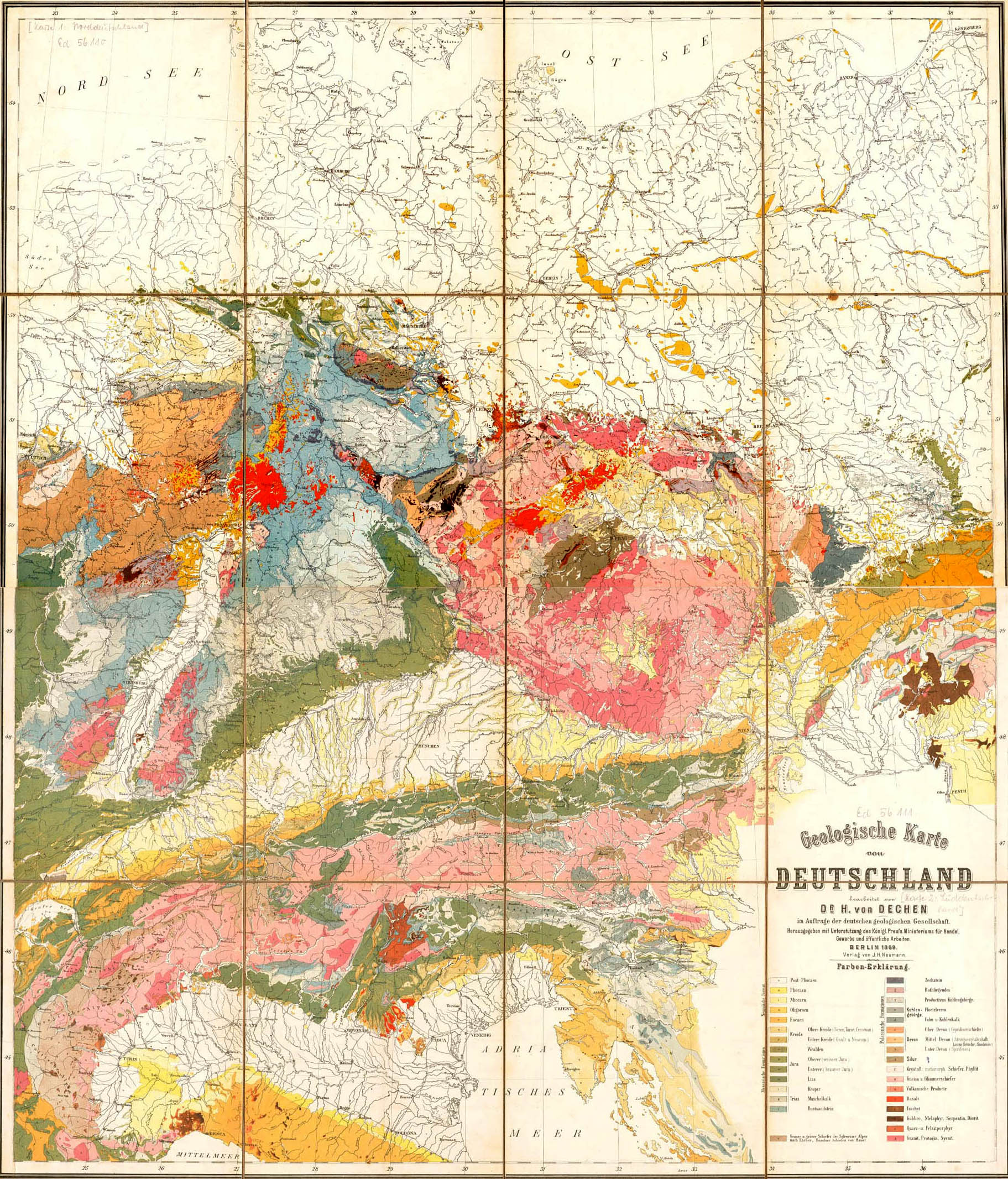
Geologische Karte Deutschlands Deutsche Geologische Gesellschaft, 1869
Die Flyschzone am Alpen- und Karpatennordrand (Mitte rechts in Orange)

Geologisch hat sich der rhenodanubische Flysch bei der Auffaltung der Alpen aus den Ablagerungen in der Nordhälfte des penninischen Bereichs des südlich von Europa liegenden Ur-Mittelmeeres, der Tethys, gebildet. Sie steht sowohl zeitlich wie auch in der geographischen Abfolge der Deckensysteme zwischen dem vom ursprünglichen europäischen Kontinentschelf stammenden helvetischen Decken (Helvetikum) und den nördlichen Kalkalpen (deren tektonisch tiefste Schicht ist das Tirolikum), die vom Nordrand der zu Afrika gehörenden Adriatischen Platte stammen. Im Alpenraum werden die Gesteine der Flyschzone mit den anderen Flyschgesteinen des westalpinen Penninikums wie den Bündnerschiefern in Verbindung gebracht, die ebenfalls als Flyschgesteine im penninischen Ozean entstanden sind.
Gebildet haben sich die Flysche von der Unterkreide bis in das Eozän, also im Zeitraum von grob 150–50 Millionen Jahren, und sind damit jünger als die typischen triassischen (um die 250–200 Mio. Jahre alten) Alpenkalke. In dieser Zeit setzt schon die Auffaltung der Alpen in der Tiefe ein.
Die Gesteine der Flyschzone sind ganz überwiegend in tiefem Meer unterhalb der Calcit- und Aragonit-Kompensationstiefe (3000–5000 m) abgelagerte Turbiditsequenzen – also Sedimente submariner Rutschungen – von Sandsteinen, Siltsteinen, Mergeln und Tonsteinen, teilweise kalkhaltig und manchmal kieselig, die an ihrer Basis auch Gerölllagen enthalten können, und nach oben durch die feinstkörnigen Setzungsschichten abgeschlossen werden. Nur im unteren Teil der jeweiligen Schichtfolge sind mit den Turbiditen eingeschwemmte Fossilien häufiger zu finden. Diese Massenbewegungen vom seinerzeitigen Kontinentalschelf dürften etwa durch Erdbeben ausgelöst worden sein und haben sich vielfach wiederholt und die Flyschzone bis zu 2000 m mächtig aufgebaut.
Die Schichten der Kalkalpen und die ihnen ursprünglich nördlich vorgelagerten Schichten des penninischen Ozeans wurden im Laufe der Gebirgsbildung auf den zum europäischen Kontinent gehörenden helvetischen Schelf auf- und großräumig überschoben. Der Rhenodanubische Flysch bildet in diesem auf den Schichten des Helvetikums liegenden Deckenstapel die unterste Schicht. Er wurde bei der Überschiebung auf den europäischen Kontinentalrand vor dem Deckenstapel hergeschoben und als erster Teil des Stapels auf den europäischen Schelf überschoben. Die Kalkalpen sind später bei der Aufwölbung des Deckenstapels im Laufe der weiteren Kollision von ihrer weiter südlichen und hohen Position im Deckenstapel langsam nach Norden abgerutscht und über den Flysch geglitten.
Dadurch bilden sie am Nordalpenrand eine vergleichsweise schmale Zone aufgeworfender Schichtfolgen, die gegen Süden schnell in die Tiefe abtauchen. Bei Tiefenbohrungen wurden die Fortsetzungen der heute freiliegend aufgeschlossenen Flyschschicht unter den Kalkalpen in etwa 5500 m gefunden (Berndorf, Molln/Breitenau – nur ein Dutzend Kilometer südlich des Alpenrandes). An manchen Stellen liegt der Flysch auch noch mitten in den Kalkalpen frei (Flyschfenster, etwa in Windischgarsten im Nationalpark Kalkalpen).
Die wie die Flyschzone ebenfalls kuppenbildende und morphologisch oft ähnliche Subalpine Molasse (Molassezone), die heute nördlich an die Flyschzone anschließt, ist in ihrer Hauptmasse unter sehr verschiedenen geologischen Bedingungen entstanden, und hauptsächlich Erosionssediment aus den sich schon erhebenden Alpen in das Paratethys-Flachmeer, der Endphase der Thetys nördlich und östlich der Alpen, die vom Eozän bis in die Zeit des Miozän vor nur etwa 15 Mio. Jahren anhält.